# Литературно-мемориальный музей Д. И. Гулиа
Литературно-мемориальный музей Д. И. Гулиа — дом-музей Дмитрия Иосифовича Гулиа, расположенный в Сухуме на улице Гулиа, дом № 61.

## История
С 1912 года до конца жизни Д. И. Гулиа прожил в этом доме со своей семьёй. Здесь выросли его сыновья — старший сын, известный советский писатель и художник Георгий Гулиа, младший — инженер Владимир Гулиа, расстрелянный в 1930-е годы как враг народа, а также и младшая дочь — известный абхазский педагог, филолог, долгие годы возглавлявшая литературно-мемориальный дом своего отца.
Дом Дмитрия Гулиа знают во многих странах мира, в гостях у поэта побывали многие выдающиеся деятели русской и мировой культуры. Он в этом доме жил и работал с 1912 по 1960 годы.

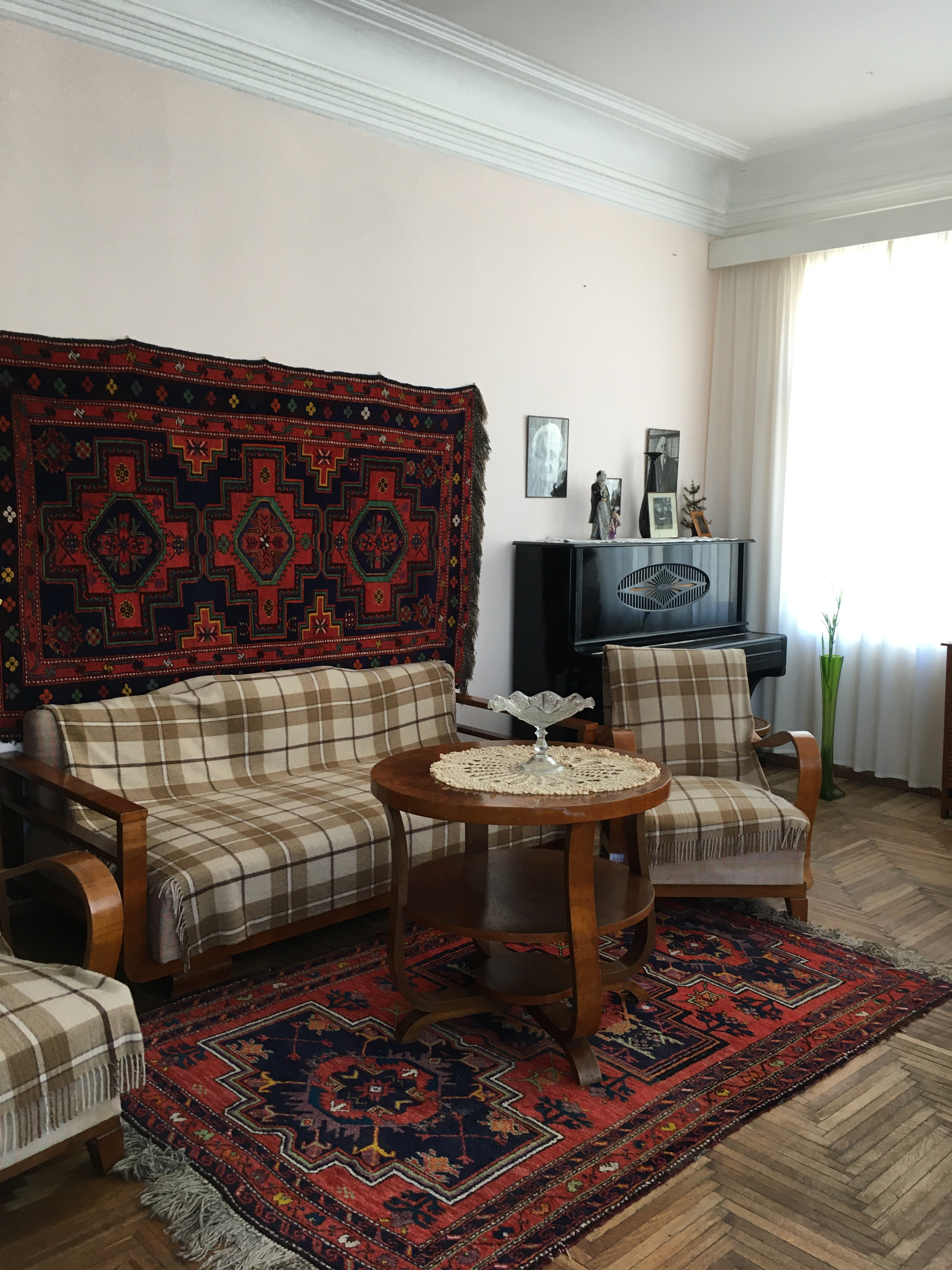
Мемориальная квартира

После смерти писателя дом был передан родными государству для организации мемориального музея. Для организации экспозиционной работы были приглашены специалисты из музей-квартира А. С. Пушкина (Санкт-Петербург).
Дом-музей был создан в 1974 году, к столетию со дня рождения Д. И. Гулиа.

Советский писатель Константин Симонов, часто бывавший у Дмитрия Гулиа, говорил: 
этот дом более удобный для гостей, чем для хозяев, стал для меня дверью в Абхазию.
Позже Симонов завещает свою дачу в Агудзере музею Д. Гулиа, и здесь, в Агудзере, расположился его филиал.
Во время грузино-абхазского конфликта 1991—1992 он был частично разграблен и на 2014 год не функционировал. Однако большую часть экспонатов общими усилиями сотрудников Агудзерского филиала все же удалось сохранить.

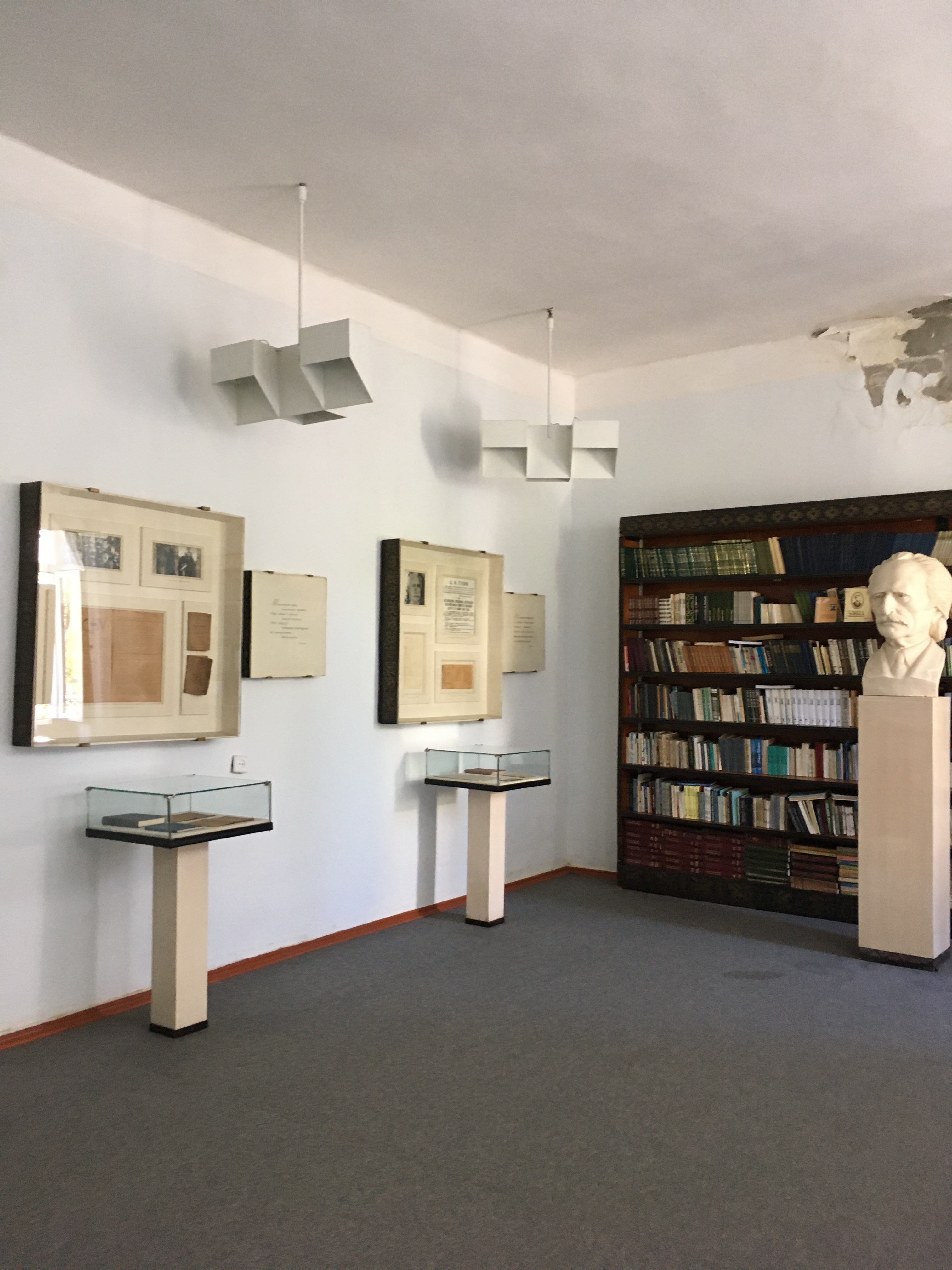

## Экспозиция
В музее представлены прижизненные издания Гулиа, рукописи нескольких произведений, его личные вещи, письменные принадлежности, портреты и бюсты патриарха, фотографии Дмитрия Гулиа, его семьи, многочисленные гости — абхазские писатели, русские известные писатели, пионеры, школьники, трудящиеся Абхазии у него в гостях.
В мемориальном пространстве дома, который и до сегодняшнего дня остаётся таким же, как и при жизни патриарха, виден уклад небогатой семьи, жившей на научные и литературные доходы главы семейства.
Для посещения открыт рабочий кабинет писателя, в котором сохранились личные вещи, фотографии, книги и рукописи.

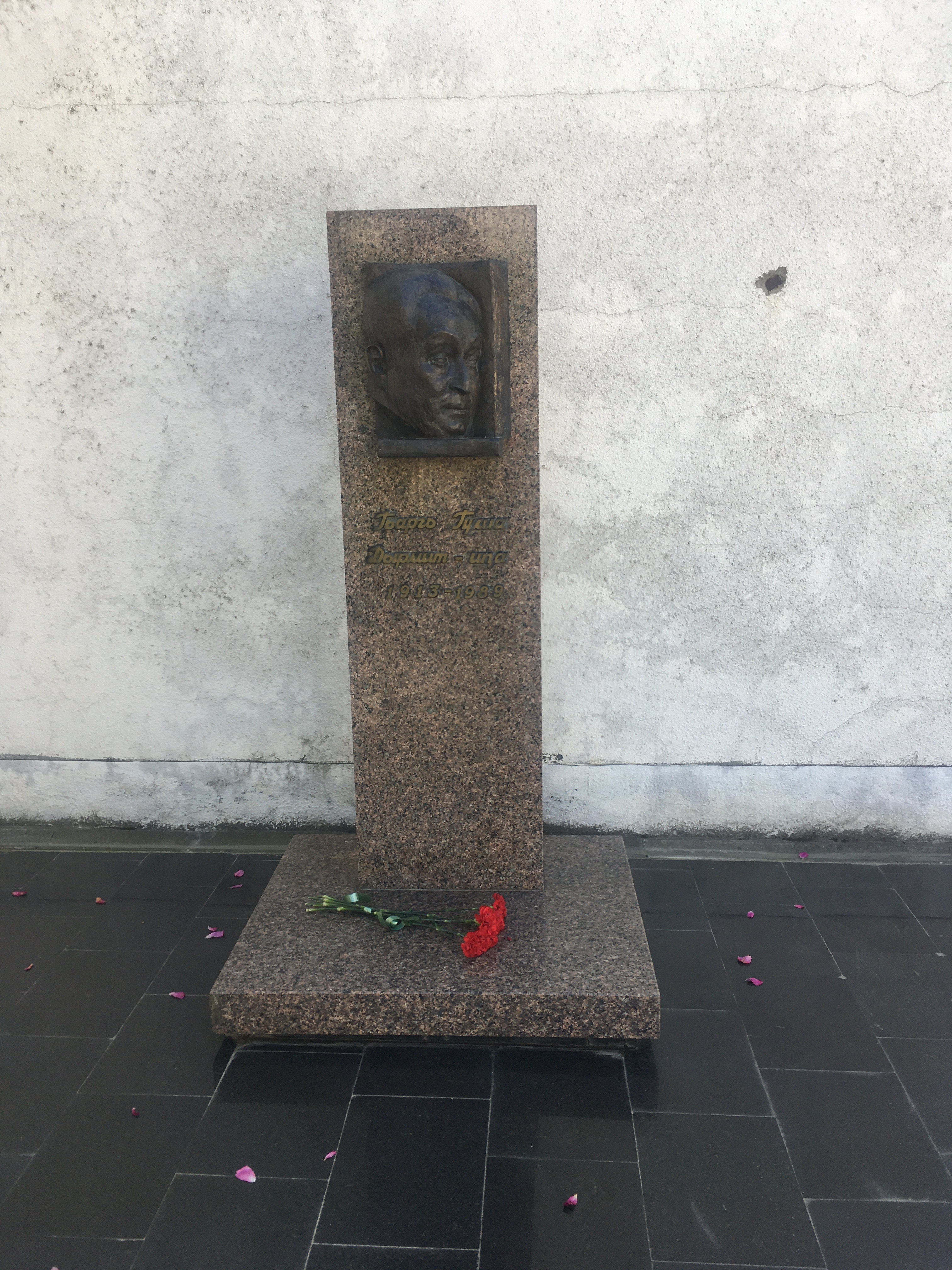

Могила Гулиа находится во дворе его Дома-музея.

## Современность и перспективы
1 сентября 2016 Татьяна Гулиа, дочь писателя Георгия Гулия, передала в музей рукописи, картину и посмертную маску отца. В церемонии передачи фамильных реликвий семьи Гулиа приняли участие министр культуры и охраны историко-культурного наследия РА Эльвира Арсалия и замминистра Батал Кобахия.
8 апреля 2016 года заработал официальный сайт музея.
Музей принимает участие в акции «Ночь в музее».
Директор музея — заслуженный деятель искусств Абхазии Светлана Корсая.

## Директора
- Светлана Корсая (С 2015 г по настоящее время)[8]
- Нателла Ревазовна Джичаева[1]